# Зафар-наме (Язди)
«Зафар-наме» (перс. ظفرنامه‎: Книга побед) — историческое сочинение персидского историка Шарафаддина Язди, описывающее биографию Тамерлана. Написано на персидском языке (фарси) по заказу внука Тамерлана в середине XV века (1425 год).
Первая попытка написать биографию Тамерлана была предпринята ещё при жизни полководца Низам ад-Дином (Низамеддином) Абд ал-Васи Шами и также называлась «Зафар-наме».
В 1519 году Мухаммад Али ибн Дарвеш Али Бухари перевел «Зафар-наме» с персидского на тюрки.
Манускрипт «Зафар-наме» несколько раз переписывался и иллюстрировался разными художниками в разные времена. Известно, что один из манускриптов, который хранится в библиотеке Университета Хопкинса в США, иллюстрировал миниатюрами Кемаль-ад-Дин Бехзад. Имена художников, иллюстировавших другие экземпляры, которые хранятся во многих коллекциях мира, в том числе в Индии, Великобритании и Узбекистане, неизвестны.

## Содержание
В тексте Тамерлан именуется Сахибкираном и повествование начинается с описания его рождения. Летоисчисление ведётся по исламскому календарю в сопоставлении с китайским гороскопом (Тамерлан родился в год Мыши). Успехи Тамерлана Язди объясняет счастливым расположением звезд, попечением Всевышнего и набожностью будущего полководца. Когда Тамерлан родился, Чагатайским улусом правил мятежный, но праведный Казаган.
Ко времени совершеннолетия Тамерлана Чагатайский улус окончательно распался на ряд враждующих княжеств: Самарканд, Бухара, Кеш, Балх, Баглан, Шиберган, Бадахшан, Ходжент, Хатлон. Как пишет Язди, «страна была расстроена, а народ был в замешательстве». Когда улус попытался объединить Тоглук-Тимур (падишах из области Джете), то 24-летний Тамерлан присягнул новому владыке в качестве коменданта (даруги) родного города Кеш, прежний правитель которого бежал в Хорасан. Однако вскоре новым правителем Чагатайского улуса стал малолетний Ильяс-Ходжа, при котором умножились смуты.
Тамерлан начинает действовать совместно с эмиром Хусейном. Грязевая битва 1365 года приводит к тактическому поражению Тамерлана, однако он начинает играть всё более самостоятельную роль. Свою власть Тамерлан легитимирует на курултае 1370 года. После этого Тамерлан принялся укреплять единство страны, покоряя Джете, Шиберган, Хорезм.
Первой внешней войной Тамерлана была война с улусом Джучи, где правили Урус-хан и Тохтамыш. Язди подробно описывает Войну Тимура с Тохтамышем. В ходе этой войны Тамерлан дважды разбил Тохтамыша на Волге и Тереке, а затем вторгся на Русь и даже разорил Москву (что оспаривается современными историками).
Другим направлением экспансии Тамерлана был Иран (Фарс, Азербайджан, Герат, Сеистан, Хорасан и Мазандаран). Первоначально в Иране Тамерлан покровительствует присягнувшим ему Музаффаридам, но потом отдаёт власть своим наместникам. В 1393 году (год Курицы) Тамерлан овладевает Багдадом и Тикритом.
Третьим направлением походов Тамерлана был Индостан. Поход в этом направлении был предпринят в 1398 году. В ходе этого похода войска Тамерлана нанесли поражение Делийскому султанату и достигли берегов Ганга.
Следующим направлением экспансии Тамерлана стала страна Рум. Там правил Баязид I, которого Язди называет сыном туркмена-лодочника. Первой крепостью пал Сивас. Затем войско прошло Абулистан, но потом повернулось в Сирию и 30 октября 1400 года захватило Халеб, который до этого принадлежал царям Египта. Затем пали Хама, Баальбек и Дамаск. Весной 1401 года Тамерлан был уже в Мосуле, а летом вновь разорил Багдад. Из-за того, что Баязид I укрыл Кара Юсуфа, Тамерлан возобновил свои действия против Рума, кульминацией которых стала Ангорская битва. Далее Тамерлан грабит столицу Рума Бурсу и завоевывает Измир, принадлежавший «неверным франкам». «Из голов неверных воздвигли башни», повествует Шарафаддин Язди, а часть отрубленных голов зарядили в пушки и выстрелили ими в сторону кораблей европейцев. После Рума настала очередь Гурджистана (1403). Чтобы уравновесить свои разрушения Тамерлан заложил город Бейлаган, который располагался в области Карабаг. После завершения похода, Тамерлан начал готовиться к завоеванию Китая. Однако этим планам не суждено было сбыться, и завоеватель умер в Отраре.

## Нравственный идеал
Язди описывает Тамерлана как правоверного, удачливого, находчивого, милосердного к простому народу и сурового к предателям правителя.
При этом Тамерлан изображается как ревностный мусульманин, который воюет с неверными, судит на основании шариата, раздает милостыню нищим, строит мечети, чтит Коран и регулярно совершает намаз. Однако во время пиров Тамерлана употребляется вино и упоминаются виночерпии, а также он совершает поклонение на могилах шейхов. Кроме того, он активно пользуется услугами астрологов. Тамерлан бывает необычайно жесток, однако эта жестокость и насилие преподносится как суровая, но справедливая кара за вероломство. Язди ценит в Тамерлане удачливость, набожность, мужество, щедрость и верность своему слову.

## География
Центром описываемых Язди земель была столица империи Тимуридов Самарканд. Окрестности Самарканда именовались Маверанахром, Чагатайским улусом или Тураном. К северу располагалась обширная равнина Дешт-и-Кипчак, которая также именовалась Джучи улус. К этой земле примыкали Русь и Булгар. Северокавказские степи были известны как Дешт-и-Хазар. Территория Кубани называлась Черкас, Грузия — Гурджистаном. Среди кавказских топонимов также упомянуты Шеки, Дербент, Тифлис и гора Эльбрус. Особняком стоят Хорезм и Курдистан. Азербайджаном Язди именует исключительно Иранский Азербайджан со столицей в Тебризе. Современный Азербайджан упомянут своим историческим названием — Ширван. Отдельно упомянуты Нахичевань и Карабах (Карабаг). Малая Азия именуется Румом. Сирия и Египет сохраняют свои собственные имена. Ирак именуется Арабским. Место паломничества мусульман обозначено как Хиджаз. Иран упомянут как целая страна и как совокупность регионов Фарс, Мазендеран (Табаристан), Хорасан, Гилян, Сеистан. Восточным пределом назван Китай. Между Тураном и Китаем упомянут Моголистан (Джете). На юго-востоке помещён Индостан.
Из рек упомянуты Джейхун (Аму), Сейхун (Ходжент), Евфрат, Ганг, Или, Инд, Иртыш, Кура, Итиль, Терек, Узи (Днепр), Тан и др.
Из морей упомянут только Кульзум (Каспийское море)

## Издания и переводы

### На персидском
Основная часть «Зафар Наме» была издана на персидском языке без введения в Калькутте в 1887−88 гг. и в Тегеране в 1957 г.
По инициативе вице-президента АН УзбССР, академика И.М.Муминова в 1972 г. А. Урунбаев подготовил и издал в Ташкенте рукопись произведения на персидском языке, датируемой XVII веком.

### На европейских языках
На французский язык книга переведена Франсуа Пети де ла Круа (фр. François Pétis de la Croix) в 1722 г., с французского на английский J. Darby в 1723 г.

### На русском
В переводе на русский язык фрагменты хроники изданы 1941 году в сборнике Материалов АН СССР
В 1970-х годах востоковед Е.А.Полякова подготовила полный перевод рукописи на русском языке, однако была издана лишь часть текстов.
Полный перевод со староузбекского на русский язык вышел в Ташкенте в 2008 г.

## Иллюстрации
- Разгром армии Тохтамыша, Шараф ад-дин Али Йезди. «Зафар-наме»